# Église Saint-Martin de Macquigny
L'église Saint-Martin est une église située à Macquigny, en France.

## Description
Aux portes de la Thiérache, l'église de Macquigny est la première église fortifiée en venant de Saint-Quentin. Elle est construite en pierre de taille contrairement aux autres églises fortifiées qui sont en brique.

## Localisation
L'église est située sur la commune de Macquigny, dans le département de l'Aisne.

## Historique
Le donjon en pierre de taille date du XIIe siècle et a été remanié en 1501 comme le montre la date inscrite au-dessus du porche. Il est flaqué de part et d'autre de deux échauguettes en briques avec des couronnes de mâchicoulis. Le portail bas et étroit est bien protégé par ses murs épais, son assommoir et les mâchicoulis. Les vitraux sont modernes puisqu'ils ont été installés en 1950.

Le monument est inscrit au titre des monuments historiques en 1987 et classé en 1994.

### Galerie

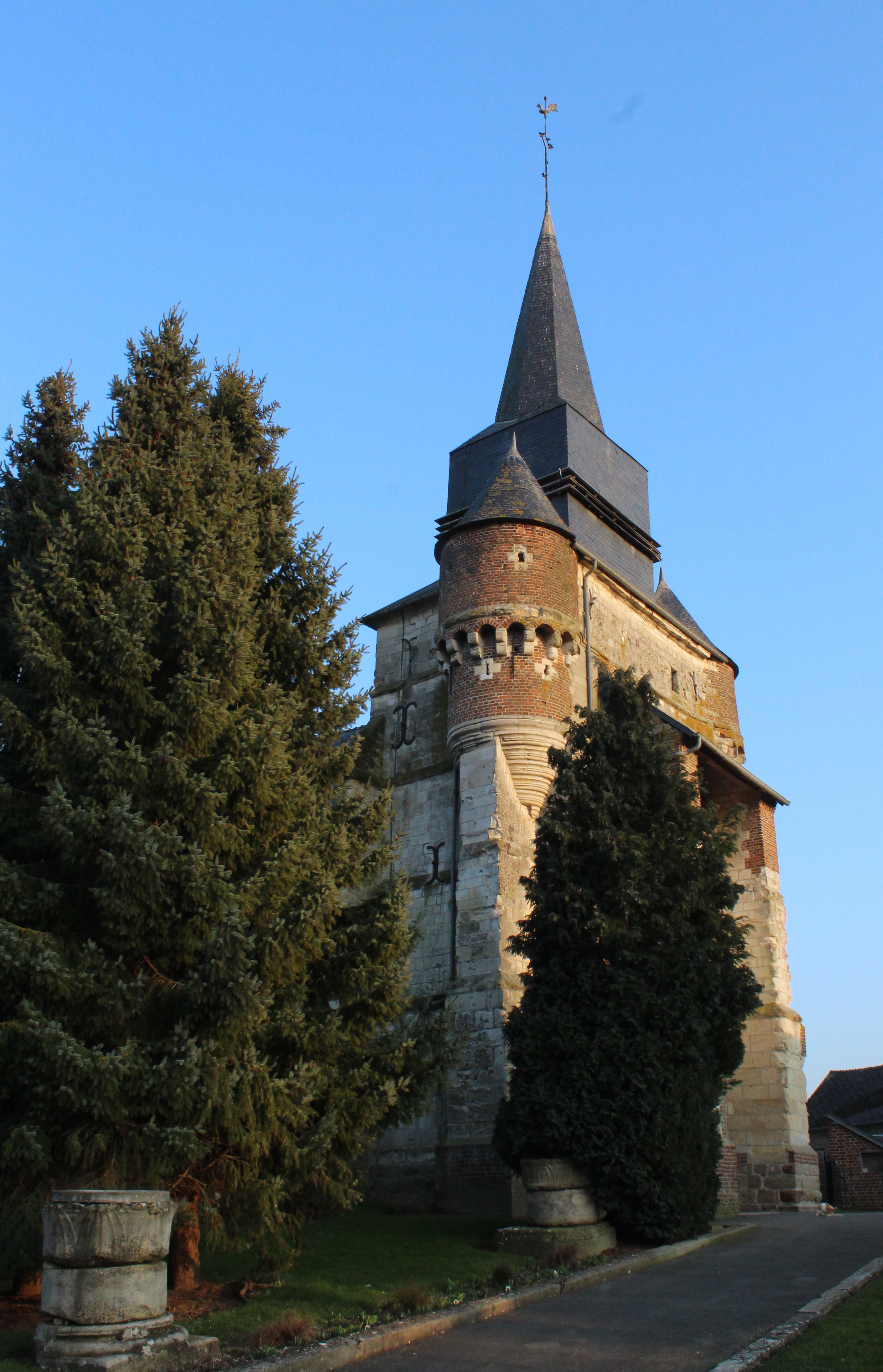
Le clocher
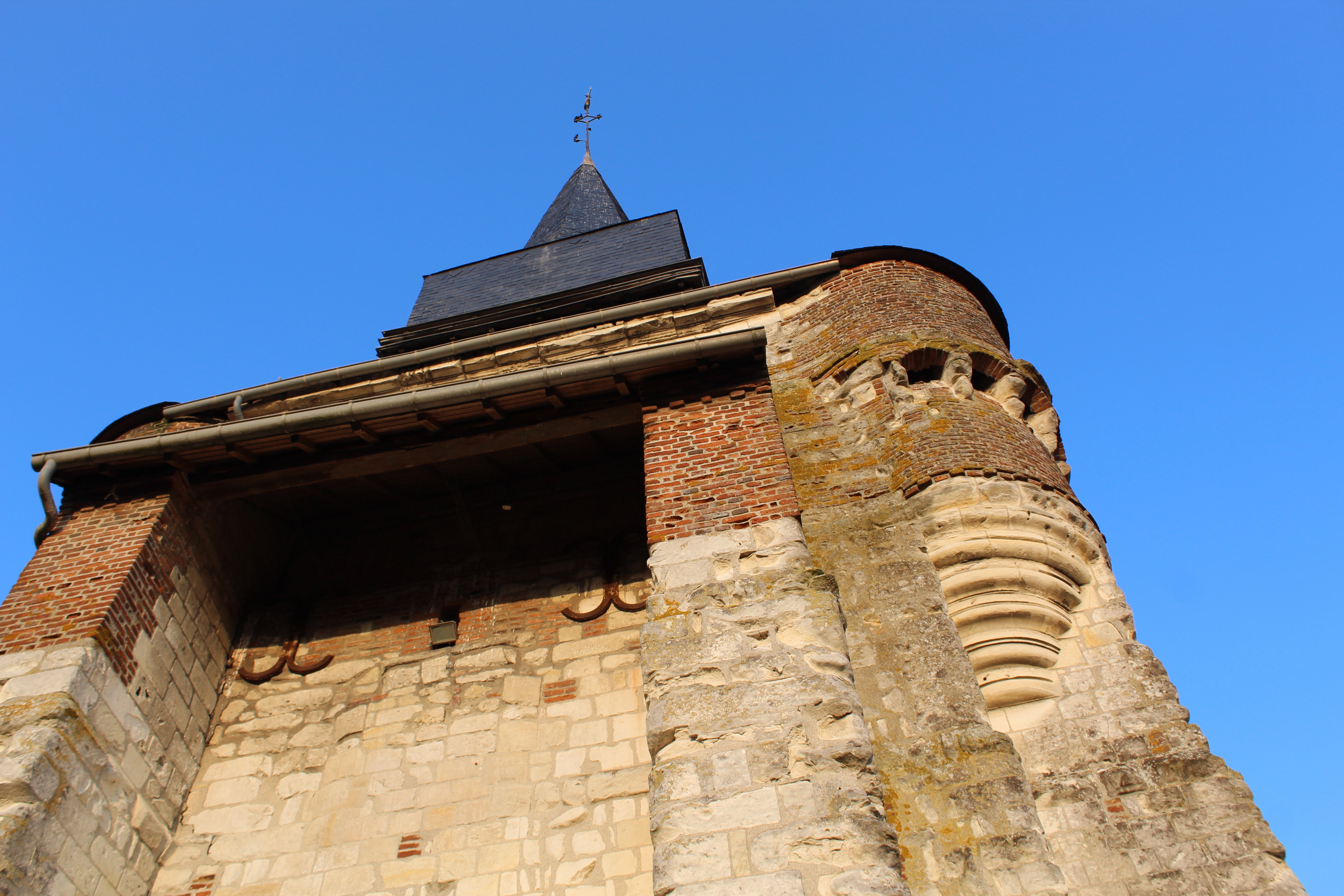
Protection du porche.
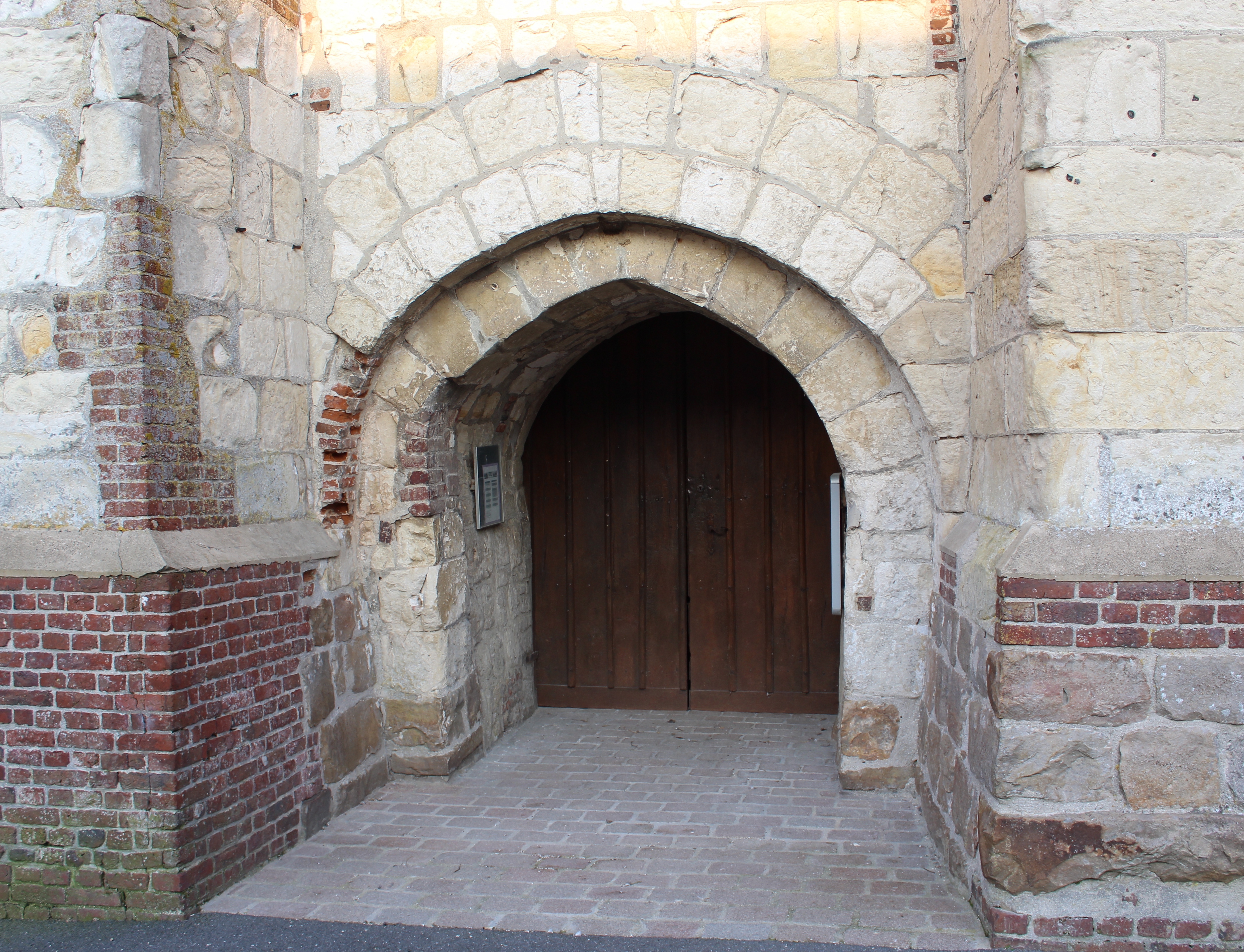
Le porche
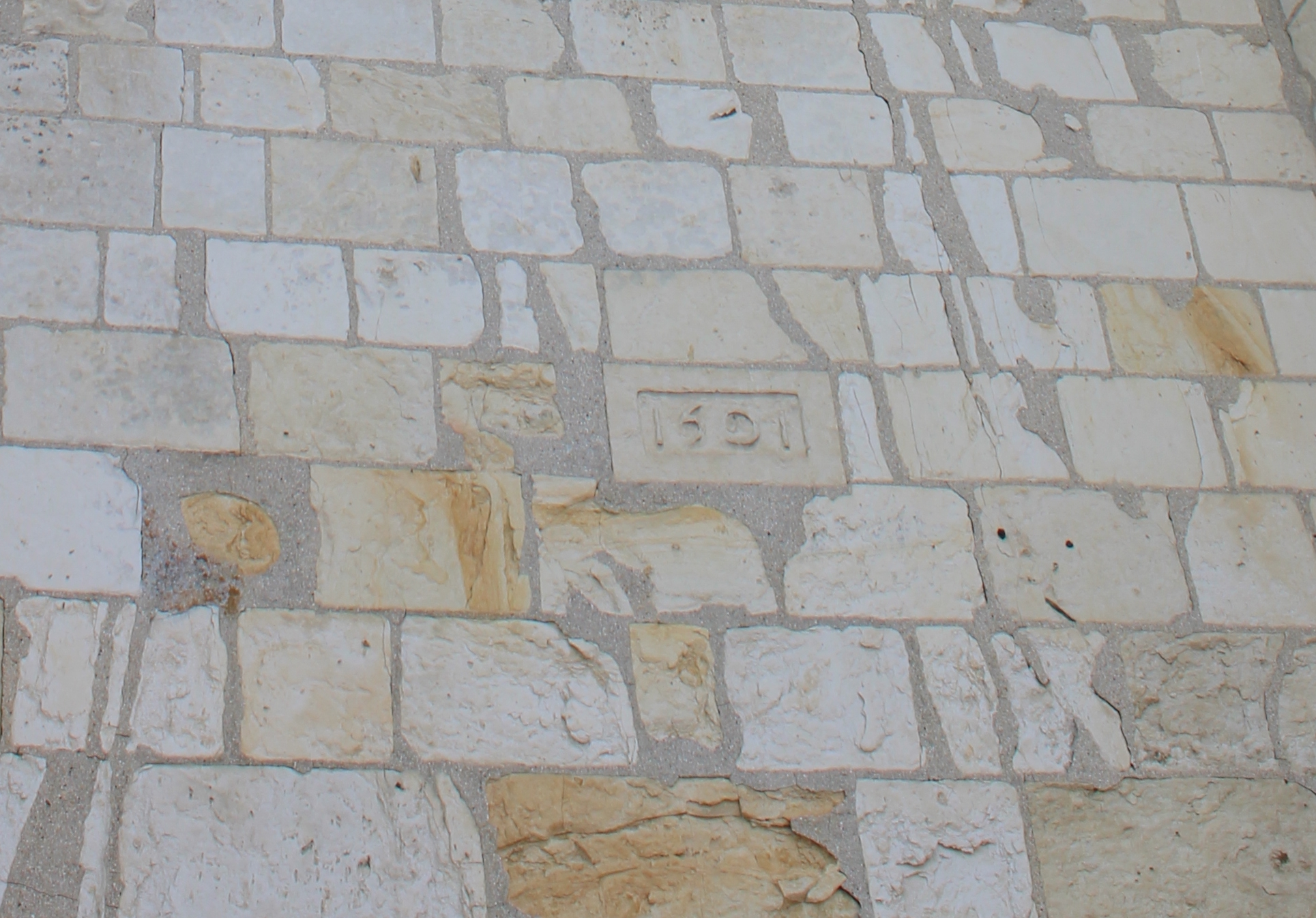
Pierre portant la sate de 1501 au-dessus du portail.
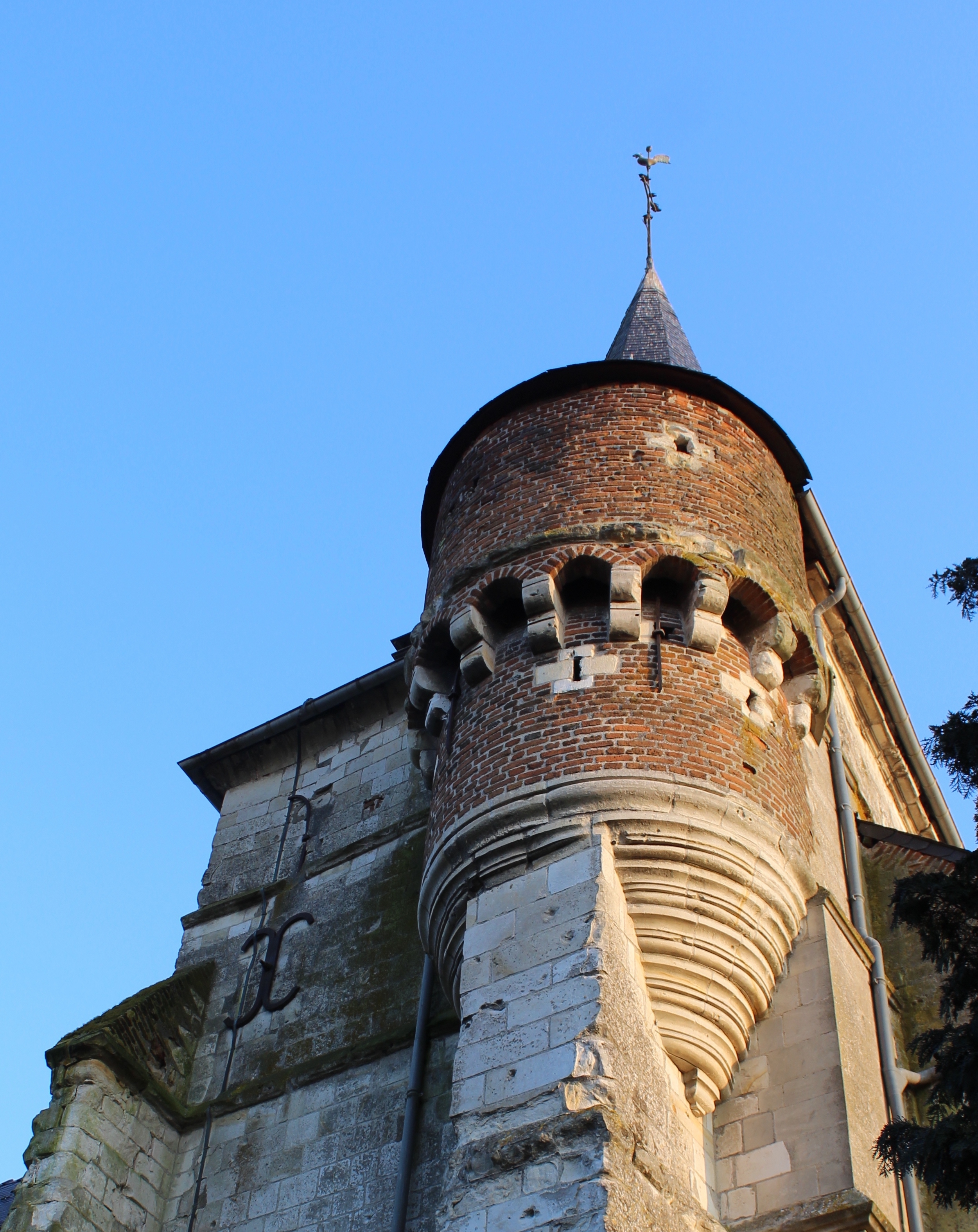
Une échauguette et sa couronne de mâchicoulis.
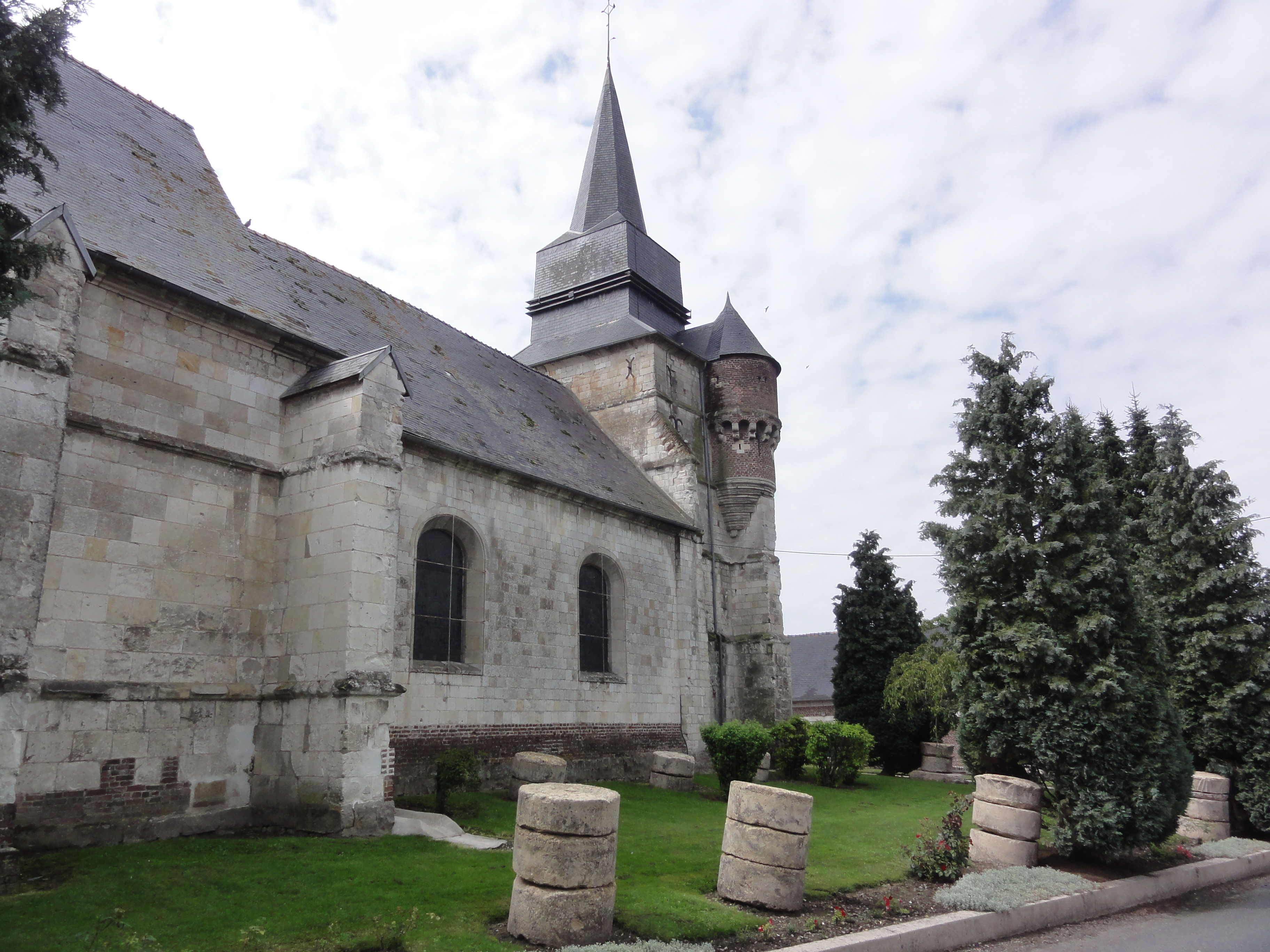
Vue du côté nord.